# Selliguea phuluangensis
Selliguea phuluangensis là một loài dương xỉ thuộc họ Polypodiaceae. Loài này được Tagawa và K. Iwats. mô tả khoa học đầu tiên năm 1967.